# 卢哈尔
卢哈尔，是西班牙安达卢西亚自治区格拉纳达省的一个市镇。总面积37平方公里，总人口512人（2001年），人口密度14人/平方公里。